# Tipula aequalis
Tipula aequalis är en tvåvingeart som beskrevs av Doane 1901. Tipula aequalis ingår i släktet Tipula och familjen storharkrankar. Inga underarter finns listade i Catalogue of Life.